# (155116) Verkhivnya
(155116) Verkhivnya est un astéroïde de la ceinture principale.

## Description
(155116) Verkhivnya est un astéroïde de la ceinture principale. Il fut découvert le 8 octobre 2005 à Androuchivka par l'observatoire astronomique d'Androuchivka. Il présente une orbite caractérisée par un demi-grand axe de 3,15 UA, une excentricité de 0,24 et une inclinaison de 9,0° par rapport à l'écliptique.

## Compléments